# Detroit News Building
El Detroit News Building es un edificio diseñado por Abert Kahn y situado en el 615 de West Lafayette Boulevard, en el centro de Detroit (Míchigan). Junto con un estacionamiento asociado, ubicado en el 901 de West Lafayette, conforma  el Detroit News Complex. Desde 2015 se encuentra en el Registro Nacional de Lugares Históricos. El edificio principal mantuvo las oficinas de The Detroit News hasta 2013, y también fue el lugar donde se hizo la primera transmisión de radio comercial (en WWJ) en los Estados Unidos.

## Historia

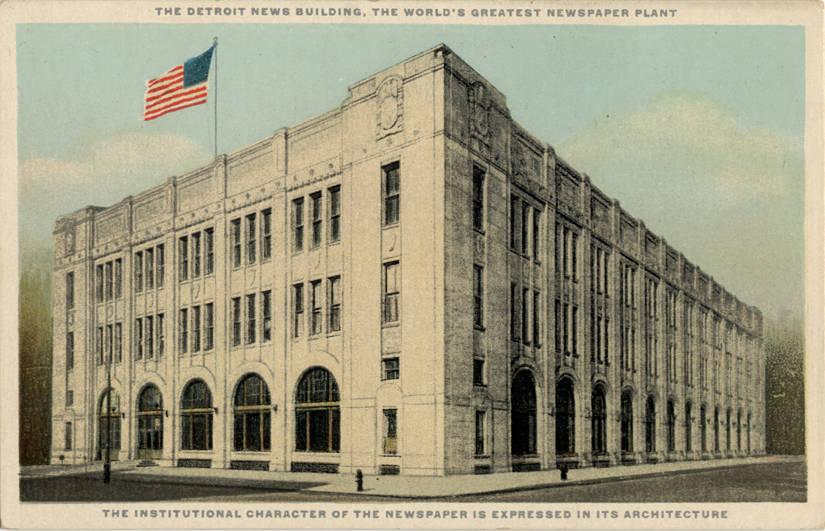
Detroit News Building, años 1910.

The Detroit News fue fundado en 1873 por James E. Scripps, quien controló el periódico hasta su muerte en 1906. Fue sucedido por su yerno George Gough Booth. La circulación del periódico creció rápidamente en el siglo XX, con más de 100 000 ejemplares en 1906 y más de 225 000 en 1918. Booth, previendo este crecimiento, planeaba expandir las oficinas del periódico en Shelby Street. Sin embargo, el crecimiento del periódico excedió las limitaciones del espacio, y en 1913 News adquirió este bloque en Lafayette por 250 000 dólares. El sitio en ese momento incluía la casa de Zachariah Chandler en 1858, un remanente de cuando la zona había sido un distrito residencial de moda.
Booth contrató al arquitecto Albert Kahn para diseñar el nuevo edificio. Junto con el Detroit Free Press Building (1912) y el Detroit Times Building (1929), este fue uno de los tres inmuebles para grandes diarios detroitinos que Kahn construyó en el Downtown. 
Booth y Kah trabajaron juntos en el diseño, y el primero detalló su visión de un gran refinamiento cívico de la naturaleza esencialmente industrial. Se iniciaron obras en el sitio en noviembre de 1915, y la construcción se completó en octubre de 1917 a un costo de dos millones de dólares. Las adiciones a la estructura se hicieron casi de inmediato: en 1918 se agregó un almacén de almacenamiento de papel, también diseñado por Kahn, y en 1920–21 se agregó un sexto piso al edificio original. En 1924, se construyó un garaje de estacionamiento en Third Avenue, que contenía tiendas minoristas y un garaje de servicio completo además de espacios de estacionamiento. En 1920, la estación de radio WWJ comenzó a transmitir desde el edificio. WWJ fue la primera emisora de radio comercial en los Estados Unidos.
Este edificio siguió siendo la sede de The Detroit News durante casi un siglo. Sin embargo, la fortuna de la industria periodística disminuyó, particularmente en Detroit. En 1998, como parte del Acuerdo de Operación Conjunta entre News y Detroit Free Press, el personal de Free Press dejó el Detroit Free Press Building y se mudó aquí. En 2014, el personal de Free Press and News trasladó las operaciones al espacio arrendado en el antiguo edificio de la sucursal del Banco de la Reserva Federal de Chicago en Detroit, y el edificio de Detroit News se vendió a Bedrock Real Estate, una sucursal de Quicken Loans.

## Descripción

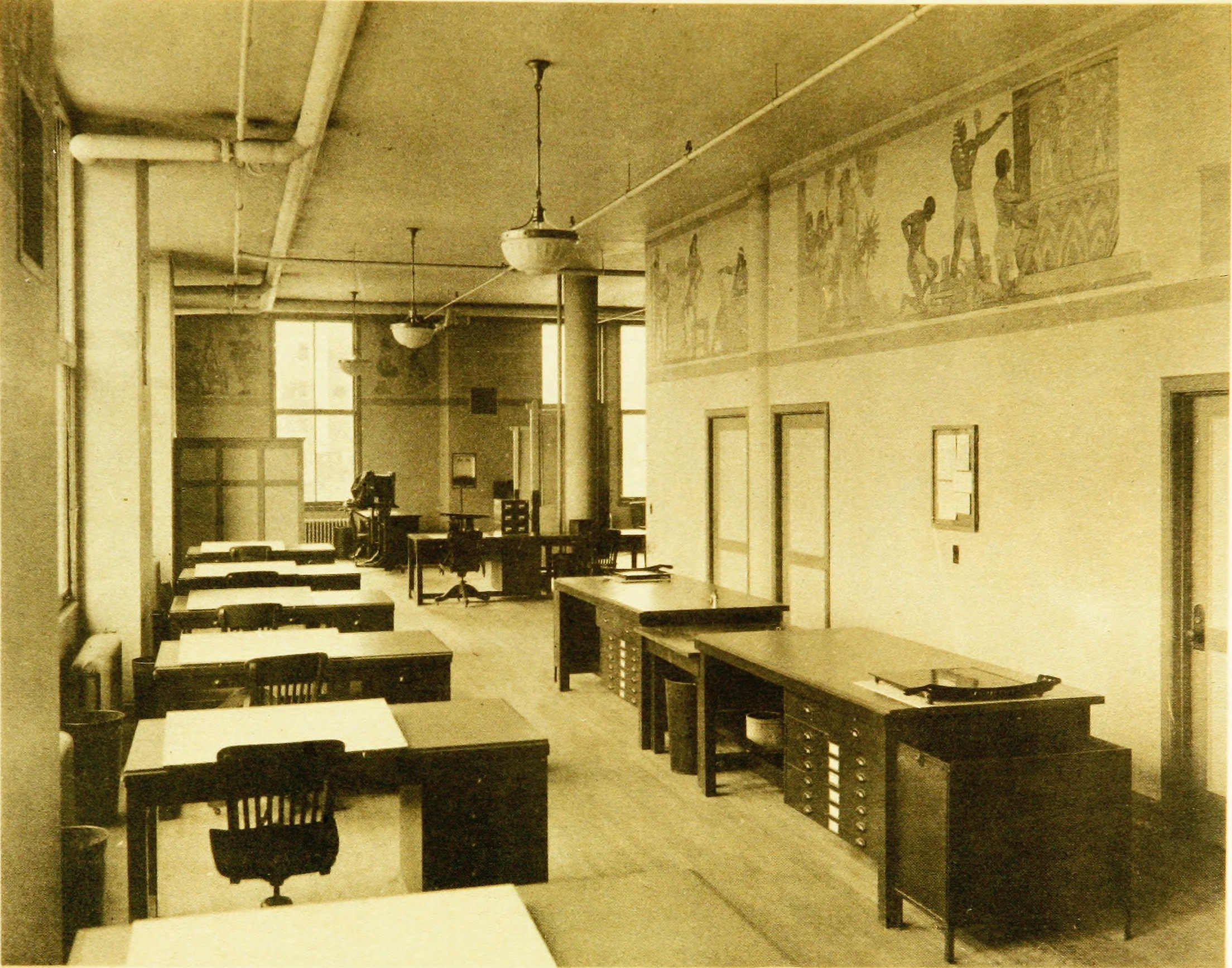
El departamento de arte presentó murales pintados por empleados del departamento

El complejo Detroit News consta de dos edificios construidos en 1915–1924: el Detroit News Building y el estacionamiento asociado.

### Detroit News Building
El Detroit News Building consta de tres componentes que cubren una manzana entera. La sección principal, construida en 1915–17, ocupa la mitad este del bloque. Es un edificio de seis pisos de estilo comercial, construido con un marco de acero y hormigón armado revestido de piedra caliza. Junto a este edificio está la adición de 1918–19 Paper Storage Warehouse. Las adiciones individuales construidas en 1921 y 1924 cubren la porción restante del bloque. Los tres lados del edificio que dan a la calle se enfrentan en piedra caliza de Indiana sobre una base de granito gris bajo. Las fachadas entre las bahías exteriores presentan arcos a nivel del suelo, separados por pilares elevados que se elevan hasta el quinto piso.

### Estacionamiento Kahn
El estacionamiento de 200 plazas se construyó en Third Avenue desde el News Building en 1924. La estructura es un edificio de cinco pisos con estacionamiento en la azotea, construido con un marco de acero y hormigón armado. La fachada está construida en estilo art déco, utilizando los mismos materiales de ladrillo y piedra caliza de color beige que la adición de Warehouse. El frente del garaje del estacionamiento en Third está dominado visualmente por una torre central con bahías de esquina que se proyectan.